# Component de tecnologia educativa
Una de les finalitats de la tecnologia educativa és propiciar el marc apropiat perquè l'estudiant adquireixi un aprenentatge significatiu. Per a això, s'ha de disposar d'un espai on puguin interactuar estudiants i formadors i on es duguin a terme les activitats que permetin aquest aprenentatge. Aquests espais requereixen una sèrie de components que facilitin la feina de tots els qui intervenen en el procés educatiu.
Entenem per component de tecnologia educativa l'element maquinari o programari, o una combinació de tots dos, que s'ha dissenyat específicament amb el propòsit d'utilitzar-lo per a activitats d'aprenentatge i ensenyament, o altres activitats relacionades amb la preparació o anàlisi d'aquelles activitats. Aquests elements es poden considerar components dins de sistemes de tecnologia educativa.
Els components i la interacció d'aquests components han estat objecte d'estudi amb la finalitat d'establir un acord comú sobre els components bàsics que intervenen en el procés d'ensenyament-aprenentatge i les interaccions entre aquests components i els qui intervenen en el procés. El resultat ha estat un concepte d'arquitectura de sistemes de tecnologia educativa comunament acceptat que sustenta la implementació concreta dels diferents sistemes de gestió de l'aprenentatge.

## L'ecosistema del model tecnològic de l'aprenentatge electrònic
Utilitzant un alt nivell d'abstracció, podem dir que en l'elaboració de les activitats d'ensenyament-aprenentatge tant estudiants com formadors i administratius necessiten un espai virtual que els proporcioni la informació necessària per a dur a terme les tasques pròpies del seu paper. D'aquest context es deduïxen els components que intervenen en el model tecnològic d'aprenentatge electrònic: 
- Els sistemes de gestió de l'aprenentatge (learning management systems, LMS).
- Els objectes d'aprenentatge.

 El detall dels components, dels qui intervenen i dels fluxos d'informació entre uns i altres s'ha plasmat mitjançant un estàndard en l'arquitectura de tecnologia educativa de l'IEEE.

### Els sistemes gestors d'aprenentatge
Els sistemes de gestió de l'aprenentatge (learning management systems, LMS) són sistemes programari que integren una sèrie de components típics per a facilitar les funcions necessàries per al tractament administratiu i de seguiment o monitoratge del curs, com ara qui té accés a cada recurs, qui l'utilitza, el nivell d'ús de cada recurs o el temps de procés de cada estudi. Els components d'alt nivell que faciliten aquestes feines són fonamentalment: 
- La interfície del portal: es tracta de la interfície (normalment web) que permet la connexió amb les funcionalitats de l'LMS. La informació disponible per mitjà de la interfície varia depenent de l'usuari que es connecti. Un administratiu pot accedir a funcionalitats com ara el registre de l'estudiant, l'assignació de cursos, els informes dels progressos de l'estudiant o els informes de l'estat dels cursos. Un formador pot accedir a espais de comunicació dels cursos que imparteix, registres d'avaluació dels seus estudiants o informes sobre l'estat dels cursos. La interfície proporciona a l'estudiant accés apropiat als continguts del curs, espais de comunicació, els seus informes de progrés o el seu estat actual en el curs. Hi ha molts LMS que també permeten la seqüència de continguts d'acord amb els progressos de l'estudiant.
- La base de dades per a guardar tota la informació relativa als cursos i estudiants.

Des del punt de vista tècnic, un LMS és un programari basat en un sistema servidor, que controla l'aprenentatge electrònic (e-learning). Com que normalment els estudiants hi accedeixen via navegador web, el sistema és senzill de manejar. Hi ha tres tipus fonamentals d'LMS (Piskurich, 2003): 
- Propietaris: són sistemes molt hermètics i, en general, amb poca interoperabilitat amb altres components d'aprenentatge electrònic.
- Basats en estàndards: són els sistemes que funcionen amb els estàndards d'aprenentatge electrònic, de manera que proporcionen interoperabilitat, però que queden limitats per les mancances dels estàndards amb què funcionen.
- Basats en sistemes d'arquitectures obertes: proporcionen una interoperabilitat molt elevada gràcies al coneixement del funcionament intern.

### Els objectes d'aprenentatge
Els objectes d'aprenentatge són uns altres dels elements clau de la tecnologia educativa.
Com ja hem vist, un objecte d'aprenentatge s'entén, d'una manera informal, com una entitat digital amb contingut dedicat a la instrucció que es pot distribuir per Internet, de manera que hi poden accedir molts usuaris.
Els formadors poden utilitzar per a nous cursos els objectes d'aprenentatge que ja hi ha, perquè el que és ideal és que siguin reutilitzables en diferents contextos.
Aquestes peces poden ser autocontingudes o poden incloure en l'estructura altres objectes d'aprenentatge. A més, la noció de petites peces de material instruccional suggereix que els objectes d'aprenentatge es poden reassemblar a diversos nivells d'agregació per a funcionar amb objectius instruccionals més elaborats.
Les característiques principals que fan que un objecte d'aprenentatge es distingeixi d'una simple peça d'informació es poden resumir en les següents: 
- Ser un objecte educatiu.
- Proporcionar una quantitat de coneixement o habilitat relativament petita.
- Ser autocontingut.
- Ser útil en més d'una seqüència d'instrucció.
- Ser fàcil d'identificar i, per tant, de buscar.
- Ser independent d'un sistema de gestió de l'aprenentatge específic.
- Poder-hi accedir des d'una gran varietat de plataformes.

## Plataformes per a la implementació del nou model educatiu
En l'última dècada s'ha produït una convergència entre totes les plataformes les quals ofereixen suport al procés de gestió de la informació i el coneixement en una organització. Per altra banda, la concepció i el desenvolupament de la Web 2.0 ha permès la formació de xarxes socials per a la gestió del coneixement. En les aplicacions en la Web 2.0 s'aprecia:
. L'ús d'eines per a el desenvolupament de projectes col·laboratius: els portals dinàmics, els gestors de contingut, les plataformes virtuals d'aprenentatge.
. La prioritat de la gestió dels continguts sobre el disseny.
. La creació de microcontinguts i recursos que permeten la implementació d'un model col·laboratiu per a compartir les experiències, crear i gestionar el coneixement.

## Arquitectures dels sistemes de tecnologia educativa
Les arquitectures dels sistemes de gestió d'aprenentatge defineixen els components detalladament i estableixen les diferents relacions que hi pot haver entre aquests components, però sense entrar en els detalls d'implementació. El grup estàndard IEEE Learning Technology Standards Committee Arxivat 2012-05-13 a Wayback Machine. (LTSC) ha elaborat l'estàndard IEEE LTSA 1484.1-2003 IEEE Standard for Learning Technology-Learning Technology Systems Architecture (esborrany Arxivat 2008-08-28 a Wayback Machine.), que defineix una arquitectura d'alt nivell per a sistemes de tecnologia educativa en general.
L'LTSA identifica quatre processos (representats amb el·lipsis): 
- Procés d'avaluació.
- Procés de lliurament.
- Procés de l'entitat estudiant.
- Procés de l'entitat del formador.

També estableix dos tipus repositoris (representats per quadres): els registres d'aprenentatge i els recursos d'aprenentatge.
Per acabar, estableix deu fluxos d'informació entre els components (representats per fletxes): les observacions de comportament, la informació sobre l'avaluació, el rendiment i preferències d'informació, la consulta, la informació del catàleg, la localització de recursos, el contingut d'aprenentatge, el context dels multimèdia, la interacció i les preferències d'aprenentatge.
En poques paraules, el flux general té la forma següent:
1. L'estil o estratègia d'aprenentatge es negocia entre l'estudiant i altres parts interessades i es comunica com a preferències d'aprenentatge.
2. L'estudiant és observat i avaluat en el context de les interaccions multimèdia que es produeixen.
3. Les avaluacions es comuniquen al formador.
4. La informació sobre el rendiment és emmagatzemada en la base de dades de la història de l'estudiant.
5. El formador revisa l'avaluació de l'estudiant, les preferències, l'historial de rendiment passat, i, potser, els futurs objectius d'aprenentatge.
6. El formador busca en els objectes d'aprenentatge, mitjançant la consulta del catàleg, per adequar el contingut d'aprenentatge per a l'estudiant.
7. El formador extreu els localitzadors de la informació del catàleg i passa als localitzadors el procés de lliurament.
8. El procés de lliurament extreu els continguts d'aprenentatge dels recursos d'aprenentatge basats en els localitzadors rebuts i transforma el contingut d'aprenentatge en un contingut interactiu per a l'estudiant.

L'arquitectura LTSA és genèrica o, dit d'una altra manera, independent de la implementació concreta en un LMS o un altre. En el nivell de la implementació, ens trobem amb estàndards per a la interoperabilitat dels components. Hi ha diversos projectes que intenten homogeneïtzar la integració dels components de TI. Els més rellevants són: 
- ELF (The E-Learning Framework), finançat pel Joint Information Systems Committee (JISC), del Regne Unit.
- OKI (Open Knowledge Initiative Arxivat 2008-02-18 at the Portuguese Web Archive), finançat pel MIT i institucions col·laboradores.

Les propostes com l'ELF i l'OKI es basen a dissenyar, juntament amb una arquitectura, un conjunt d'interfícies per a cada component de tecnologia educativa. Com a exemple d'això, la definició de l'OKI d'un repositori de recursos educatius es fa mitjançant un OSID (Open Service Interface Definitions) anomenat Repository que els informàtics poden implementar perquè el seu repositori sigui compatible amb qualsevol altre programari que utilitzi les definicions de l'OKI i s'hi pugui comunicar.